# 阿尔贡金镇区
阿尔贡金鎮區（英語：Algonquin Township）是位於美國伊利諾伊州麥克亨利縣的一個行政鎮區。

## 地方資料
根據2010年美國人口普查的數據，阿尔贡金鎮區的面積為124.40平方千米，當中陸地面積為120.20平方千米，而水域面積為4.20平方千米。當地共有人口87411人，而人口密度為每平方千米702.66人。